# Công ty Cổ phần Chứng khoán SSI
Công ty Cổ phần Chứng khoán SSI (tên giao dịch quốc tế: SSI Securities Corporation, niêm yết trên sàn chứng khoán HOSE SSI) là một công ty chứng khoán tại Việt Nam thành lập vào tháng 12 năm 1999. Đây là một trong những công ty chứng khoán lâu đời nhất tại Việt Nam. Từ một doanh nghiệp tư nhân nhỏ với vốn điều lệ 6 tỷ đồng, tính đến nay, SSI đã trở thành công ty chứng khoán dẫn đầu thị trường chứng khoán Việt Nam với vốn điều lệ 6.029 tỷ đồng, tăng hơn 1.000 lần so với khi mới thành lập. Tổng tài sản hợp nhất của công ty tính đến năm 2020 là gần 26.000 tỷ đồng. Chủ tịch hội đồng quản trị SSI hiện nay là ông Nguyễn Duy Hưng.
Ngoài danh hiệu Anh hùng lao động thời kỳ đổi mới được nhà nước trao tặng năm 2020, SSI còn giành nhiều danh hiệu thường niên khác của các tổ chức có uy tín ở Việt Nam và trên thế giới như FinanceAsia, Alpha Southeast Asia, The Asset, Asiamoney, FAST500 và VNR500.